# Greatest Hits... So Far!!!
Greatest Hits... So Far!!! è la raccolta di Pink, pubblicata dalla casa discografica LaFace Records il 12 novembre 2010 per celebrare i suoi primi dieci anni di carriera. L'album contiene i grandi successi dell'artista, con l'aggiunta di due, tre o quattro canzoni inedite, a seconda del paese in cui la raccolta è stata pubblicata: Raise Your Glass e Fuckin' Perfect sono presenti in qualsiasi edizione dell'album, mentre Heartbreak Down è presente solo nell'edizione europea, asiatica, australiana e brasiliana. Il brano Whataya Want from Me, che porta anche la firma di Pink e che era stato originariamente interpretato da Adam Lambert, è presente solo nell'edizione australiana e tedesca. La raccolta è disponibile sia in versione standard che in versione deluxe: la versione deluxe presenta, oltre al disco, un DVD contenente tutti i video musicali che l'artista ha girato durante la sua carriera.
In Australia e Brasile la raccolta viene pubblicata dalla casa discografica Sony Music, rispettivamente il 12 novembre 2010 e il 21 dicembre 2010. Nel Regno Unito la compilation viene invece pubblicata il 15 novembre 2010 dalla RCA.

## Tracce

### Edizione americana
1. Get the Party Started – 3:12 (Linda Perry)
2. There You Go – 3:26 (Kevin "She'kspere" Briggs, Kandi Burruss, Pink)
3. Don't Let Me Get Me – 3:31 (Dallas Austin, Pink)
4. Just like a Pill – 3:57 (Dallas Austin, Pink)
5. Family Portrait – 4:56 (Pink, Scott Storch)
6. Trouble – 3:13 (Tim Armstrong, Pink)
7. Stupid Girls – 3:16 (Pink, Billy Mann, Robin Mortensen Lynch)
8. Who Knew – 3:28 (Pink, Lukasz Gottwald, Max Martin)
9. U + Ur Hand – 3:34 (Pink, Lukasz Gottwald, Max Martin)
10. Dear Mr. President (feat. Indigo Girls) – 4:33 (Pink, Billy Mann)
11. So What – 3:35 (Pink, Max Martin, Shellback)
12. Sober – 4:11 (Pink, Nathaniel Hills, Kara DioGuardi, Marcella Araica)
13. Please Don't Leave Me – 3:52 (Pink, Max Martin)
14. Funhouse – 3:52 (Pink, Tony Kanal, Jimmy Harry) – disponibile solo nell'edizione deluxe
15. I Don't Believe You – 4:36 (Pink, Max Martin) – disponibile solo nell'edizione deluxe
16. Glitter in the Air – 3:45 (Pink, Billy Mann)
17. Raise Your Glass – 3:24 (Pink, Max Martin, Shellback)
18. Fuckin' Perfect – 3:33 (Pink, Max Martin, Shellback)

Durata totale: 67:54

### Edizione australiana e tedesca
1. Get the Party Started – 3:12 (Linda Perry)
2. There You Go – 3:26 (Kevin "She'kspere" Briggs, Kandi Burruss, Pink)
3. Don't Let Me Get Me – 3:31 (Dallas Austin, Pink)
4. Just like a Pill – 3:57 (Dallas Austin, Pink)
5. Family Portrait – 4:56 (Pink, Scott Storch)
6. Trouble – 3:13 (Tim Armstrong, Pink)
7. Stupid Girls – 3:16 (Pink, Billy Mann, Robin Mortensen Lynch)
8. Who Knew – 3:28 (Pink, Lukasz Gottwald, Max Martin)
9. U + Ur Hand – 3:34 (Pink, Lukasz Gottwald, Max Martin)
10. Dear Mr. President (feat. Indigo Girls) – 4:33 (Pink, Billy Mann)
11. Leave Me Alone (I'm Lonely) – 4:19 (Pink, Billy Mann)
12. So What – 3:35 (Pink, Max Martin, Shellback)
13. Sober – 4:11 (Pink, Nathaniel Hills, Kara DioGuardi, Marcella Araica)
14. Please Don't Leave Me – 3:52 (Pink, Max Martin)
15. Bad Influence – 3:36 (Pink, Butch Walker, Billy Mann, MachoPsycho)
16. Funhouse – 3:25 (Pink, Tony Kanal, Jimmy Harry)
17. I Don't Believe You – 4:36 (Pink, Max Martin)
18. Whataya Want from Me – 3:48 (Pink, Max Martin, Shellback)
19. Raise Your Glass – 3:23 (Pink, Max Martin, Shellback)
20. Fuckin' Perfect – 3:32 (Pink, Max Martin, Shellback)
21. Heartbreak Down – 3:18 (Pink, Max Martin, Shellback)

Durata totale: 78:41

### Edizione europea, asiatica e brasiliana
1. Get the Party Started – 3:12 (Linda Perry)
2. There You Go – 3:26 (Kevin "She'kspere" Briggs, Kandi Burruss, Pink)
3. You Make Me Sick – 3:22 (Brainz Dimilo, Anthony President, Mark Tabb)
4. Don't Let Me Get Me – 3:31 (Dallas Austin, Pink)
5. Just like a Pill – 3:57 (Dallas Austin, Pink)
6. Family Portrait – 4:56 (Pink, Scott Storch)
7. Trouble – 3:13 (Tim Armstrong, Pink)
8. Stupid Girls – 3:16 (Pink, Billy Mann, Robin Mortensen Lynch)
9. Who Knew – 3:28 (Pink, Lukasz Gottwald, Max Martin)
10. U + Ur Hand – 3:34 (Pink, Lukasz Gottwald, Max Martin)
11. Dear Mr. President (feat. Indigo Girls) – 4:33 (Pink, Billy Mann)
12. So What – 3:35 (Pink, Max Martin, Shellback)
13. Sober – 4:11 (Pink, Nathaniel Hills, Kara DioGuardi, Marcella Araica)
14. Please Don't Leave Me – 3:52 (Pink, Max Martin)
15. Bad Influence – 3:36 (Pink, Butch Walker, Billy Mann, MachoPsycho)
16. Funhouse – 3:25 (Pink, Tony Kanal, Jimmy Harry)
17. Raise Your Glass – 3:23 (Pink, Max Martin, Shellback)
18. Fuckin' Perfect – 3:32 (Pink, Max Martin, Shellback)
19. Heartbreak Down – 3:18 (Pink, Max Martin, Shellback)

Durata totale: 69:20

### Edizione Deluxe DVD (Edizione americana)
1. There You Go
2. Most Girls
3. Just like a Pill
4. Get the Party Started
5. Don't Let Me Get Me
6. Family Portrait
7. Stupid Girls
8. Who Knew
9. U + Ur Hand
10. Dear Mr. President
11. So What
12. Sober
13. Please Don't Leave Me
14. Funhouse
15. I Don't Believe You
16. Glitter in the Air
17. Leave Me Alone (I'm Lonely) – The Funhouse Freakshow Edition
18. Please Don't Leave Me – The Funhouse Freak Show Edition
19. Funhouse – The Funhouse Freak Show Edition
20. Behind the Scenes of the Funhouse video
21. Behind the Scenes of the Greatest Hits... So Far!!! Photo Shoot

### Edizione Deluxe DVD (Edizione internazionale)
1. There You Go
2. Most Girls
3. You Make Me Sick
4. Get the Party Started
5. Don't Let Me Get Me
6. Just like a Pill
7. Family Portrait
8. Trouble
9. God Is a DJ
10. Last to Know
11. Stupid Girls
12. Who Knew
13. U + Ur Hand
14. Nobody Knows
15. Dear Mr. President
16. So What
17. Please Don't Leave Me
18. Sober
19. Funhouse
20. I Don't Believe You
21. Bad Influence – from the Funhouse Live in Australia
22. Leave Me Alone (I'm Lonely) – The Funhouse Freak Show Edition
23. Please Don't Leave Me – The Funhouse Freak Show Edition
24. Funhouse – The Funhouse Freak Show Edition
25. Behind the Scenes of the Funhouse Video
26. Behind the Scenes of the Greatest Hits... So Far!!! Photo Shoot

## Data di uscita
Lista delle date di uscita, con stato, data e casa discografica.
| Stato       | Data             | Casa Discografica |
| ----------- | ---------------- | ----------------- |
| Australia   | 12 novembre 2010 | Sony Music        |
| Germania    | 12 novembre 2010 | Sony Music        |
| Regno Unito | 15 novembre 2010 | RCA               |
| Stati Uniti | 16 novembre 2010 | LaFace            |
| Brasile     | 21 dicembre 2010 | Sony Music        |

## Classifiche

### Posizioni massime
| Classifica (2010/2011) | Posizione massima |
| ---------------------- | ----------------- |
| Australia              | 1                 |
| Austria                | 4                 |
| Belgio (Fiandre)       | 12                |
| Belgio (Vallonia)      | 19                |
| Canada                 | 4                 |
| Danimarca              | 5                 |
| Europa                 | 3                 |
| Finlandia              | 16                |
| Germania               | 3                 |
| Grecia                 | 2                 |
| Italia                 | 41                |
| Norvegia               | 3                 |
| Nuova Zelanda          | 2                 |
| Portogallo             | 20                |
| Paesi Bassi            | 3                 |
| Regno Unito            | 5                 |
| Spagna                 | 65                |
| Stati Uniti            | 5                 |
| Svezia                 | 8                 |
| Svizzera               | 4                 |
| Ungheria               | 16                |

### Classifiche di fine anno
| Classifica di fine anno (2010) | Posizione |
| ------------------------------ | --------- |
| Australia                      | 1         |
| Nuova Zelanda                  | 12        |
| Regno Unito                    | 32        |
| Svizzera                       | 60        |

| Classifica di fine anno (2011) | Posizione |
| ------------------------------ | --------- |
| Stati Uniti                    | 22        |

### Classifiche di fine decennio
| Classifica (2010-19) | Posizione |
| -------------------- | --------- |
| Australia            | 7         |